# Bicicletta da corsa

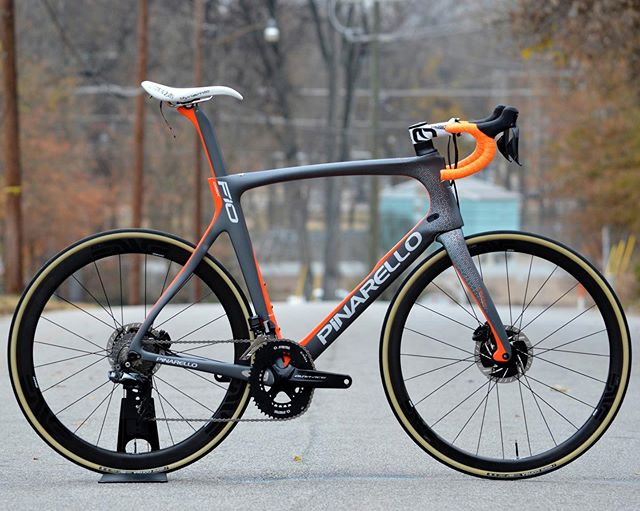
Una bicicletta da corsa moderna della Pinarello.

La bicicletta da corsa è un tipo di bicicletta progettata per il ciclismo su strada, secondo le regole stabilite dall'Unione Ciclistica Internazionale (UCI), usata fin dalla nascita per effettuare competizioni in linea o a tappe su distanze più o meno lunghe. Come per altri tipi di bicicletta, le bici da corsa si sono evolute nel tempo nei loro componenti divenendo ora veri e propri gioielli di tecnologia: in virtù di ciò è molto apprezzata, sia dai corridori agonistici sia dai semplici appassionati amatori, per le sue caratteristiche di leggerezza, scorrevolezza e velocità

## Descrizione

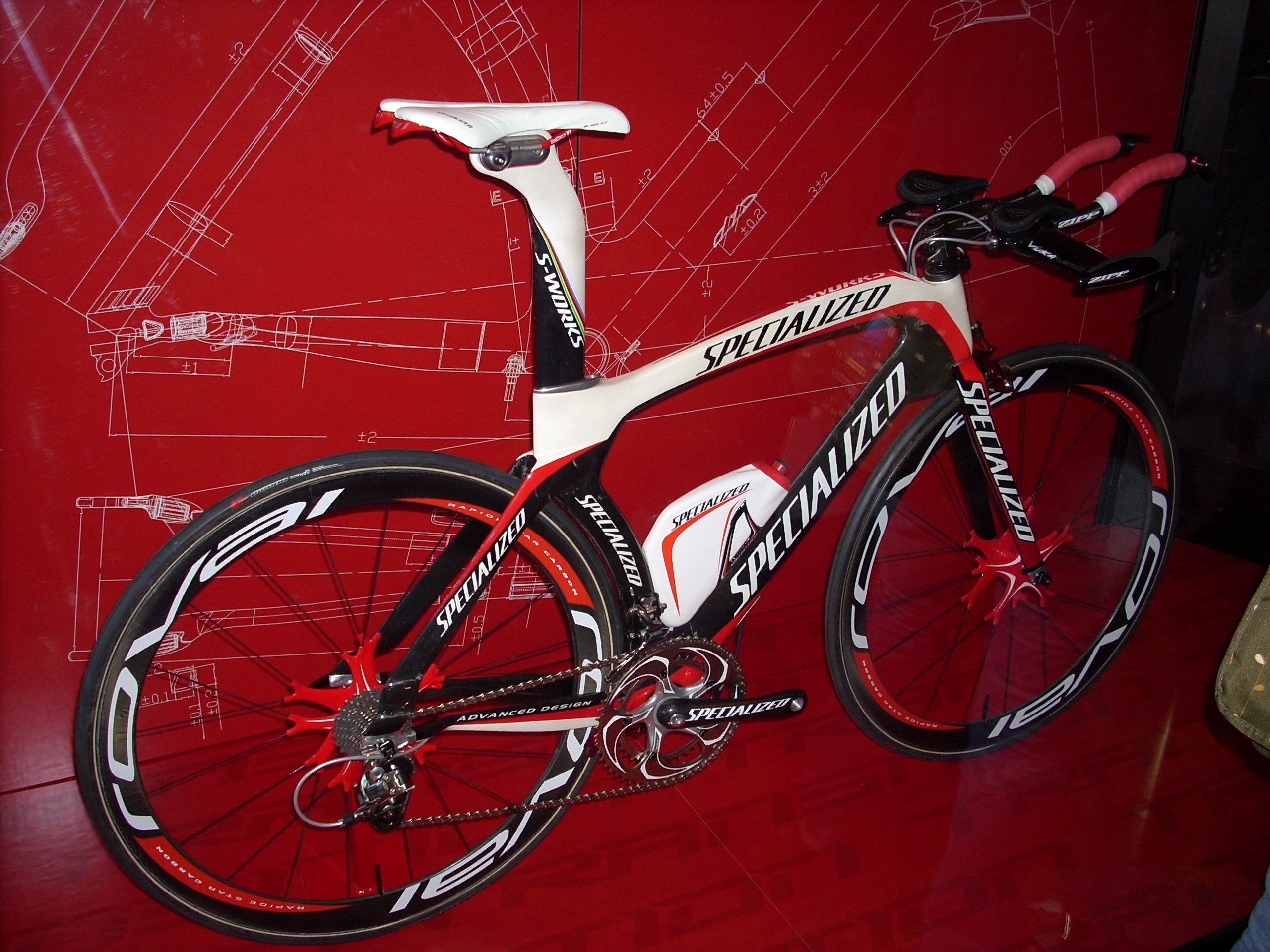
Una bicicletta da corsa per triathlon o gare a cronometro; si noti la forma del manubrio con l'appoggio per braccia che permette di guidare più distesi in maniera aerodinamica

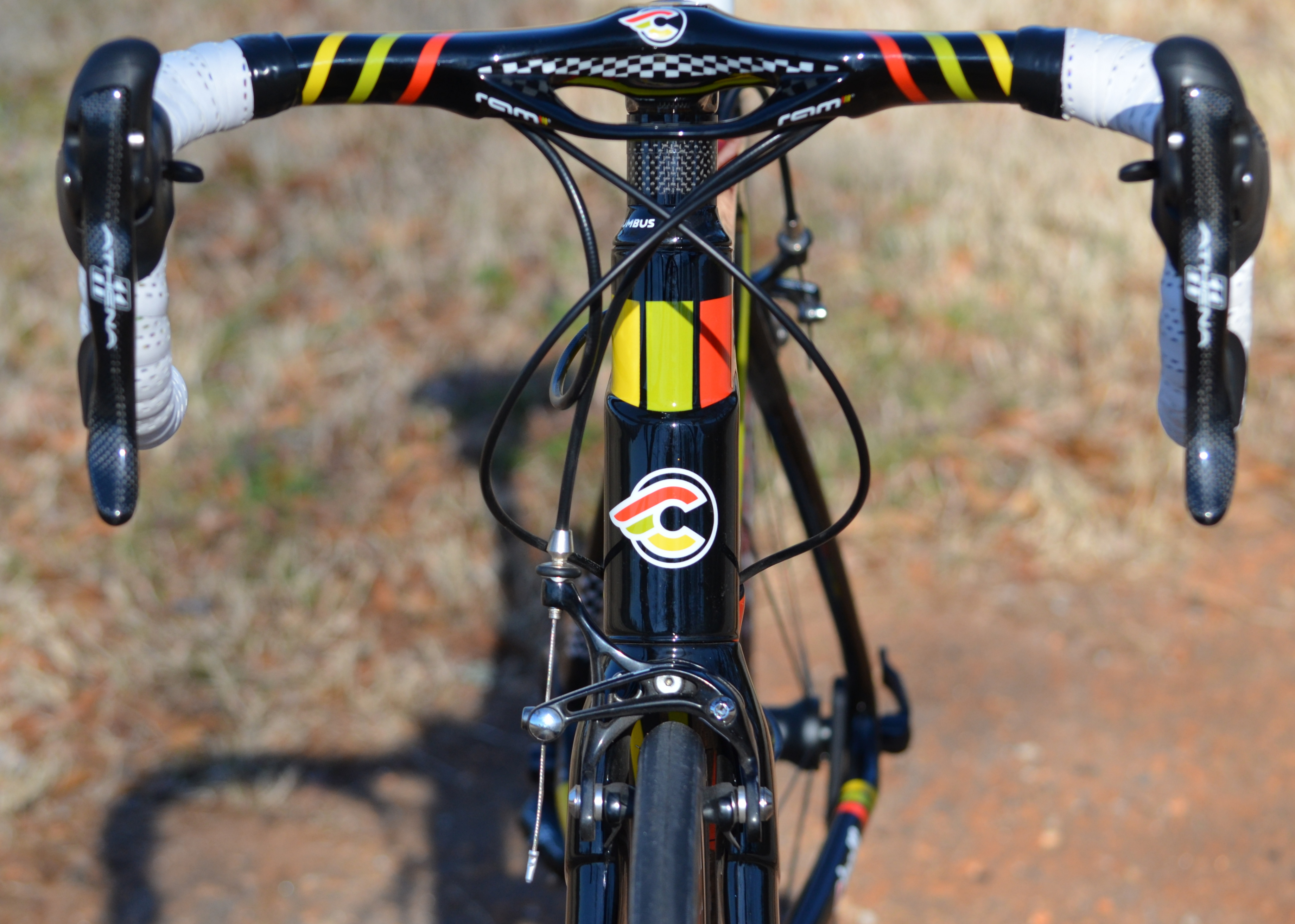
Manubrio Cinelli

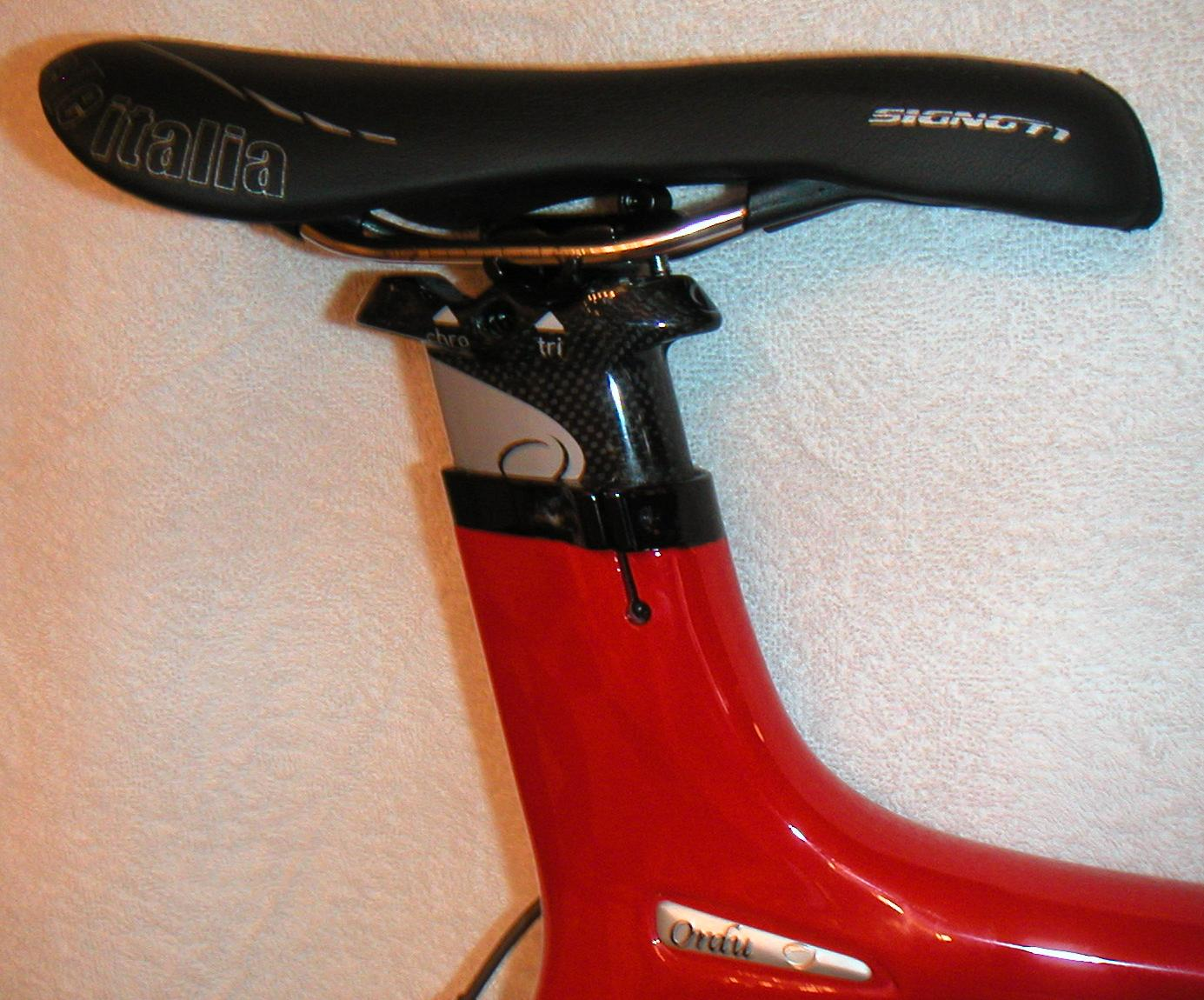
Reggisella in carbonio e sella ergonomica moderna

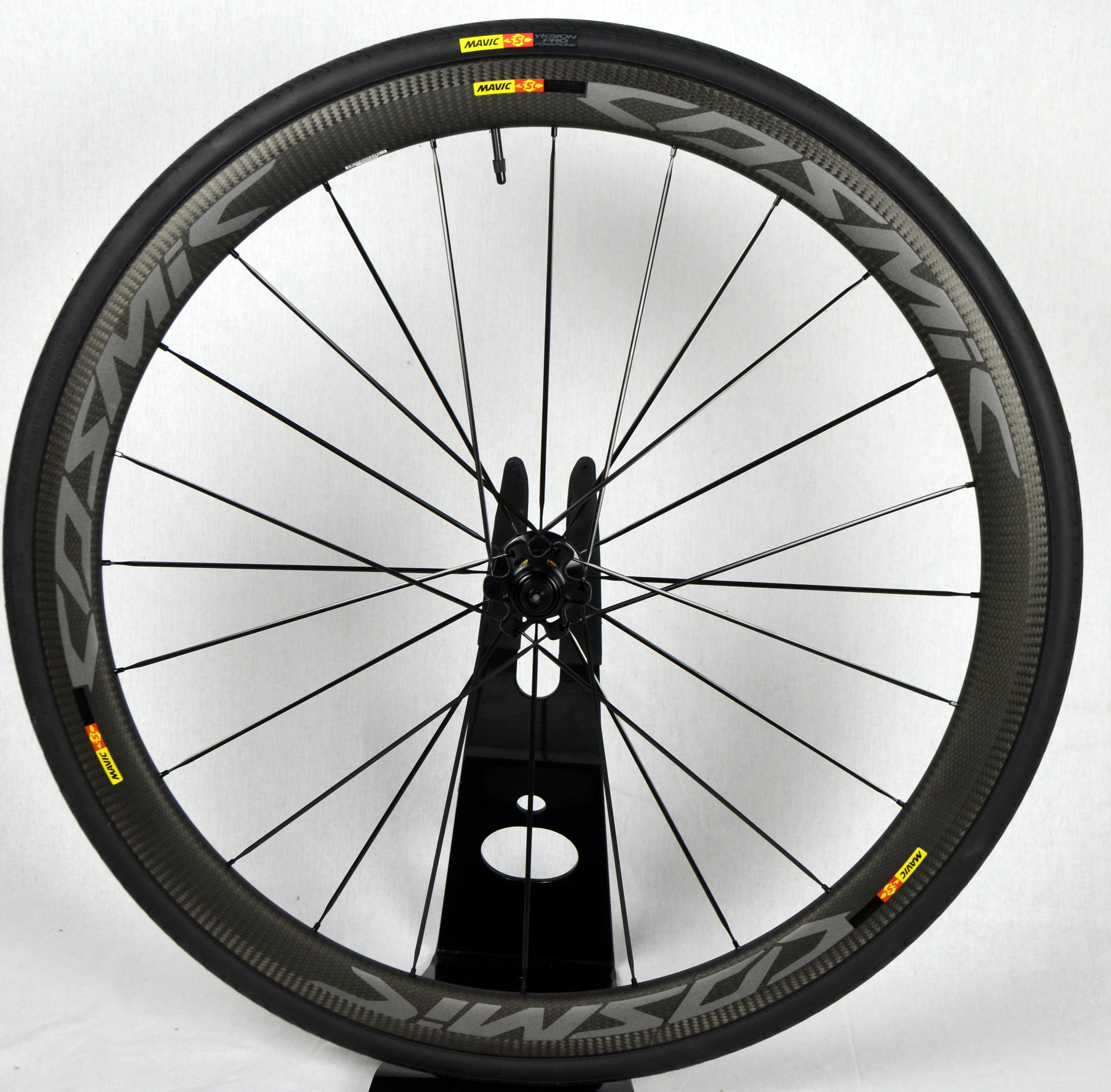
Ruote moderne in carbonio Mavic con profilo da 25 mm

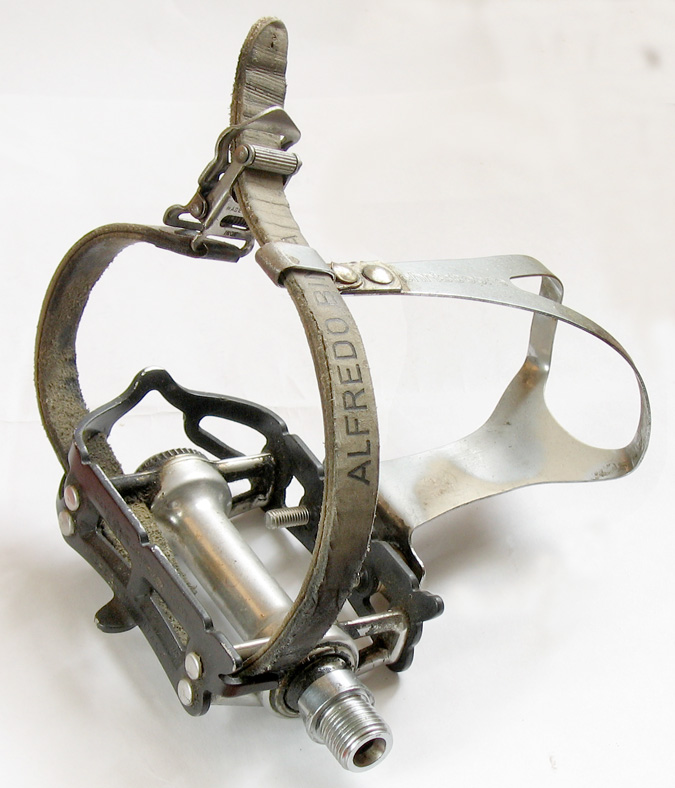
Pedale a cinghiette e puntapiede

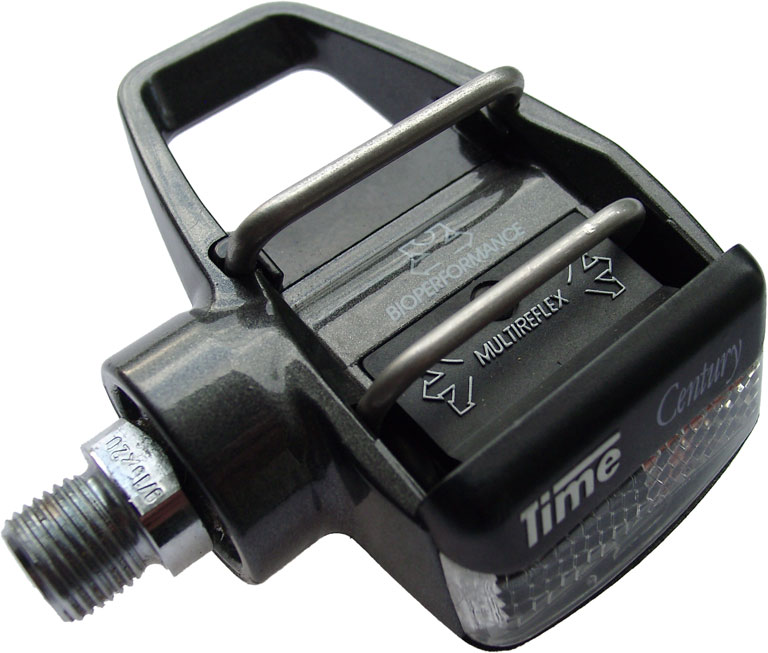
Pedale a sgancio rapido

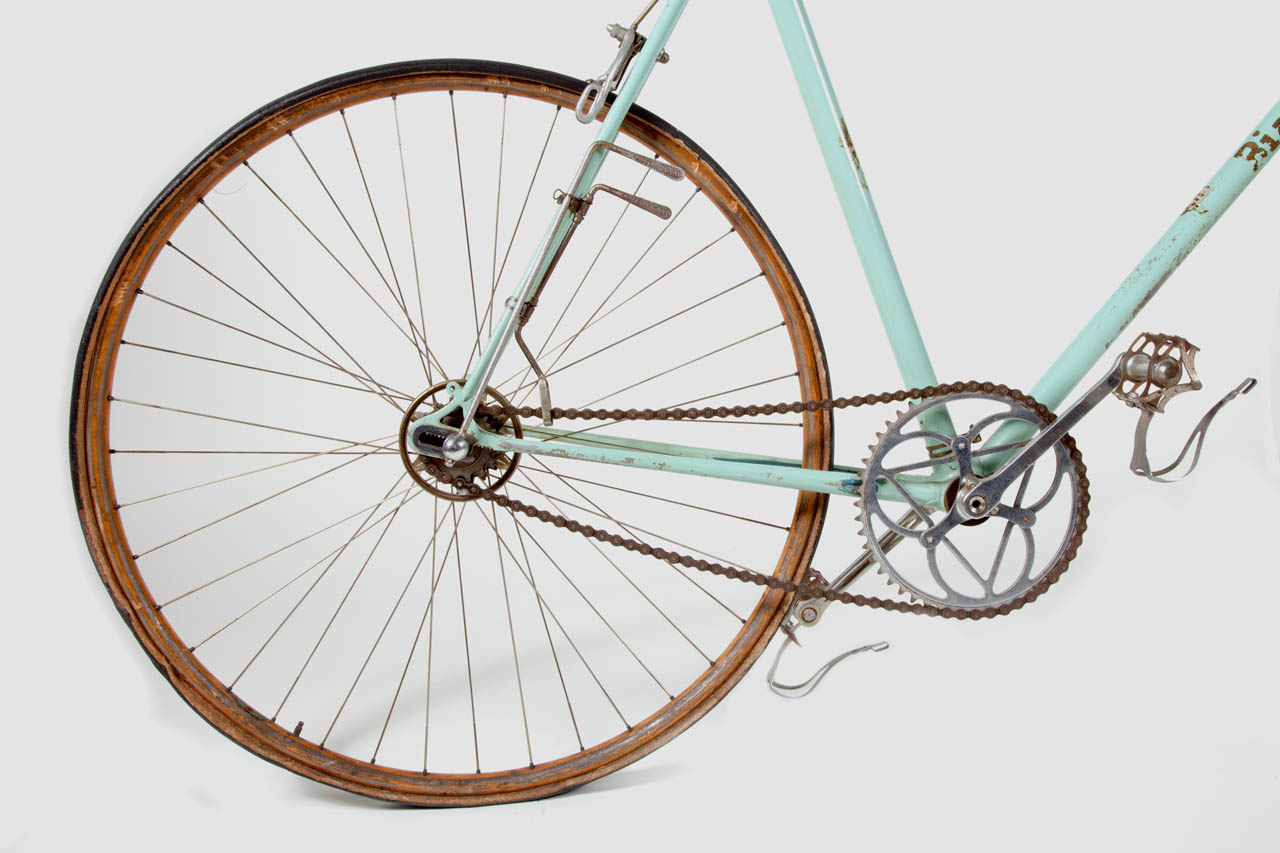
Bici da corsa anni 50' con cambio a bacchetta

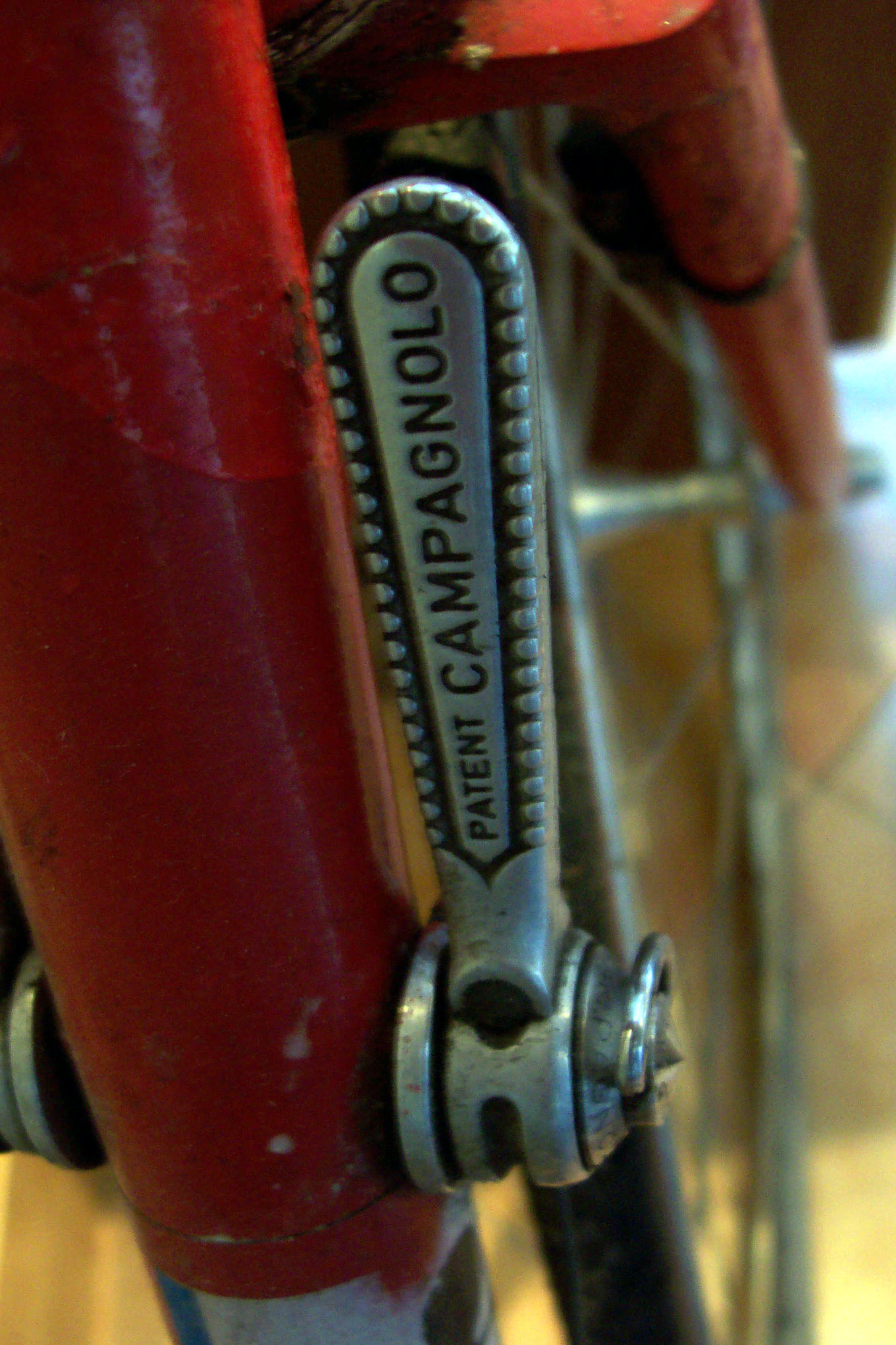
La manettina del cambio in uso fino al 1997

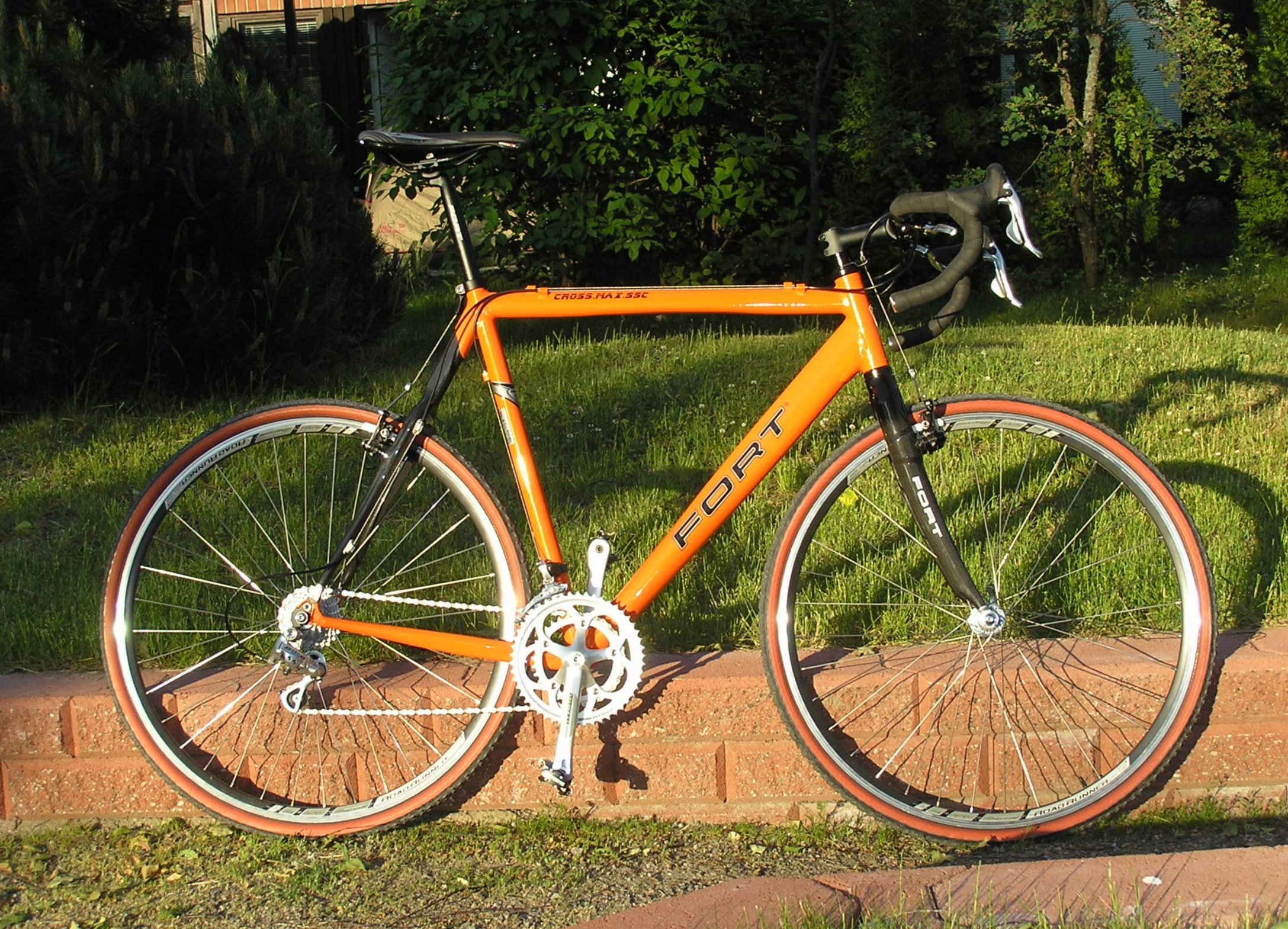
Bici da corsa fine anni 90' con leve del cambio al manubrio vicino ai freni

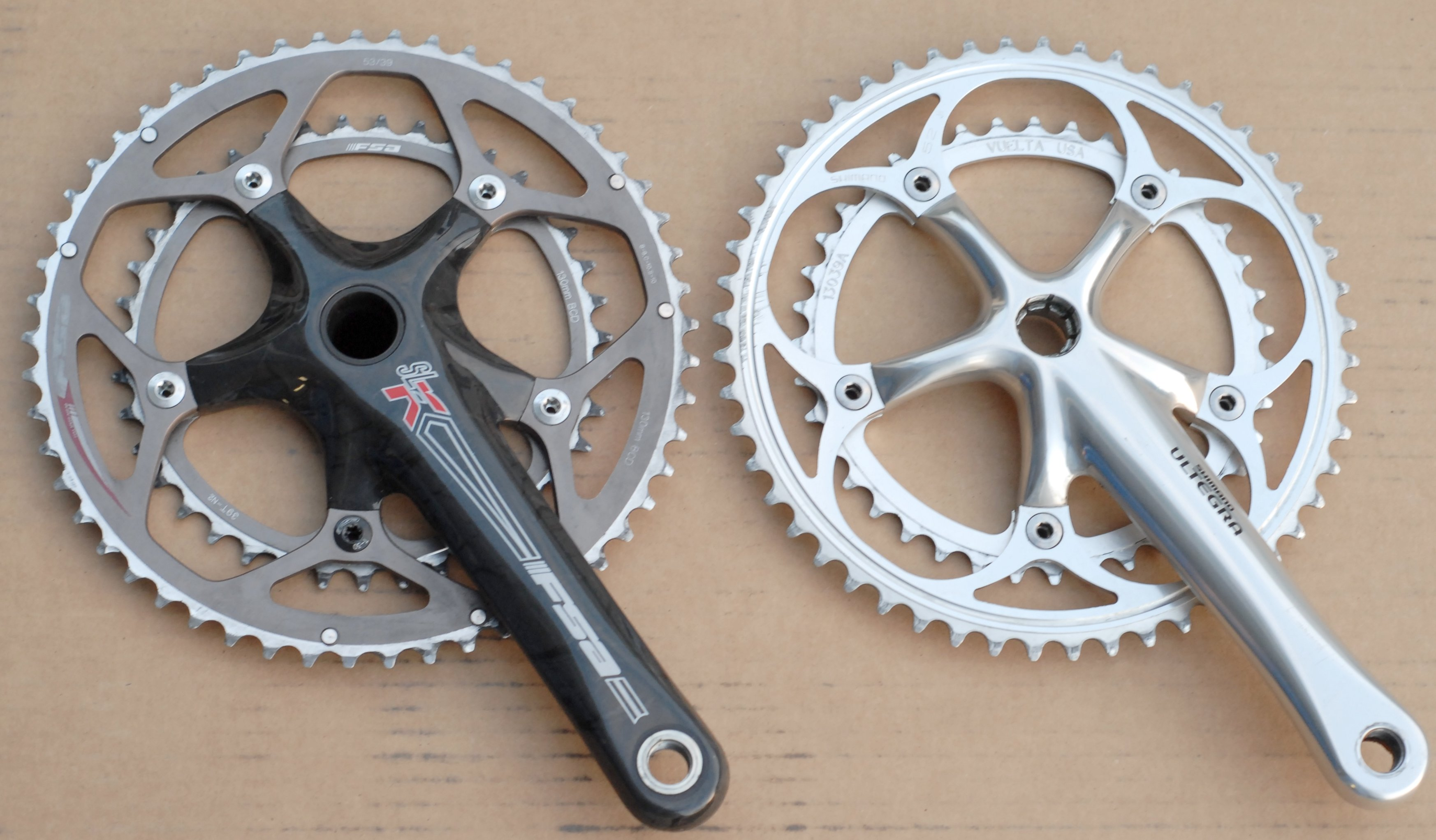
Esempi di guarnitura

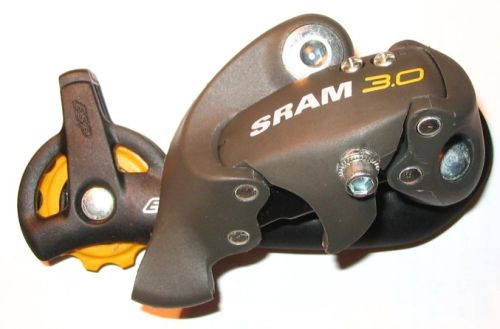
Deragliatore posteriore

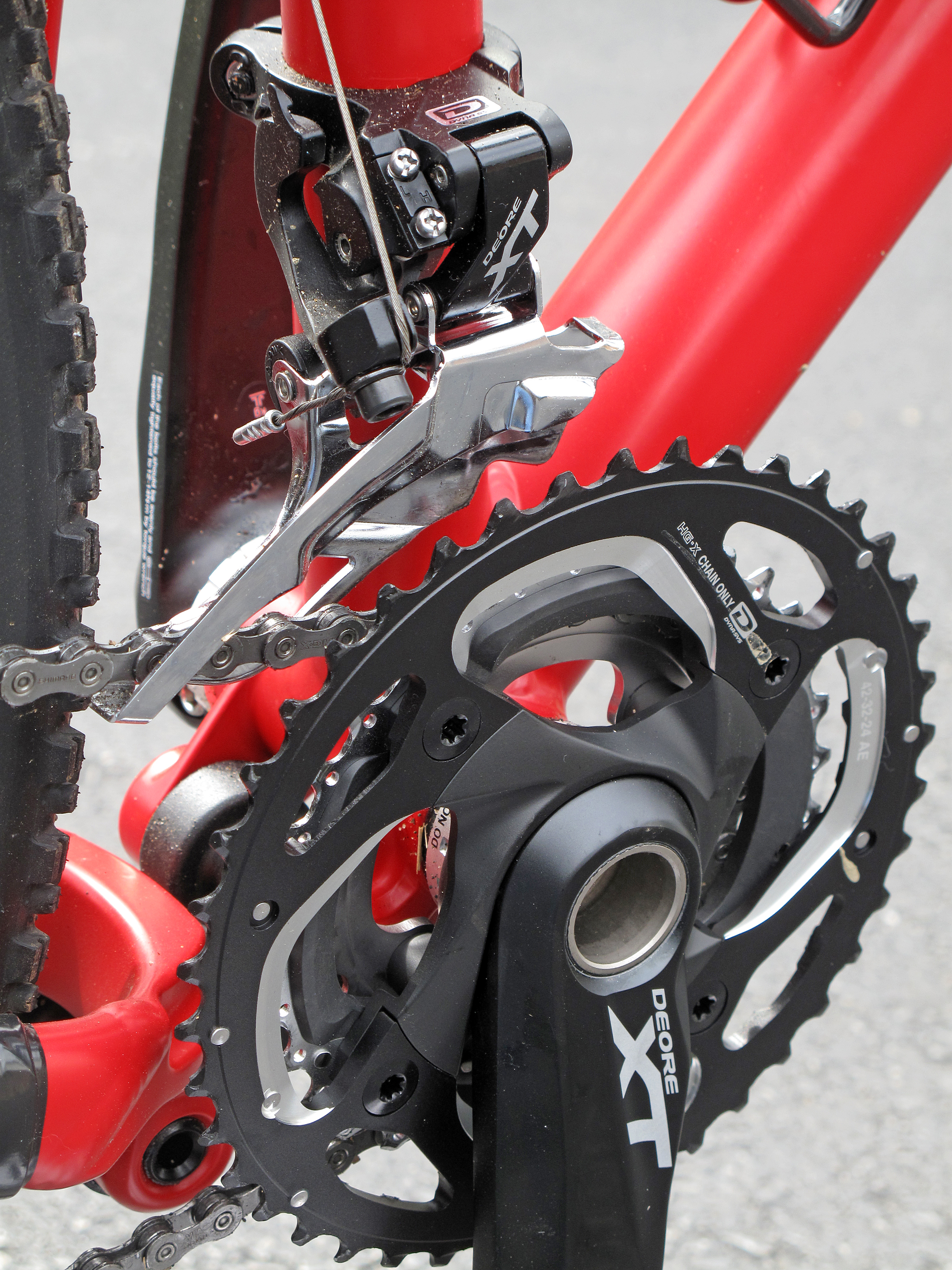
Deragliatore anteriore

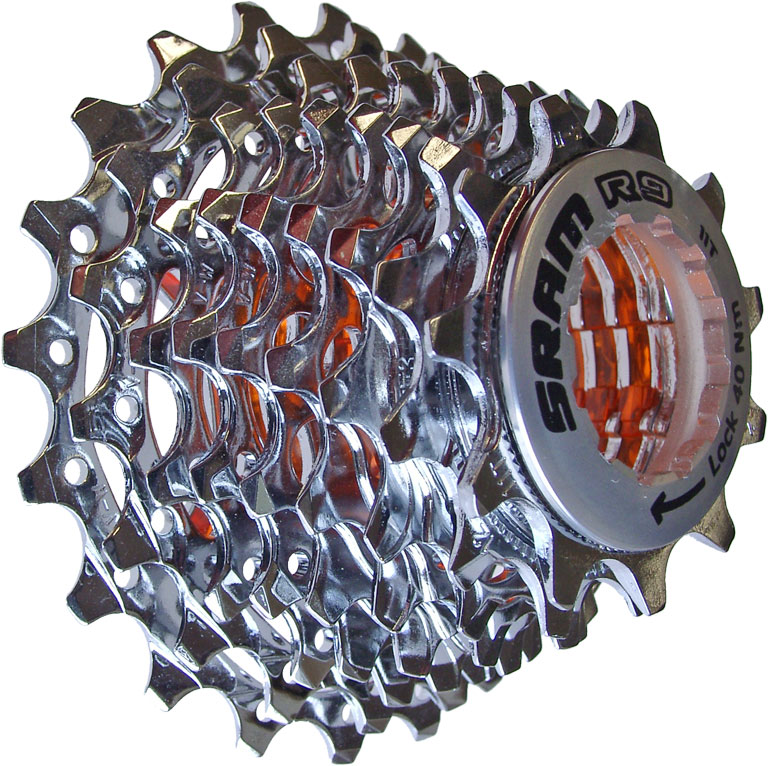
Pacco pignoni SRAM

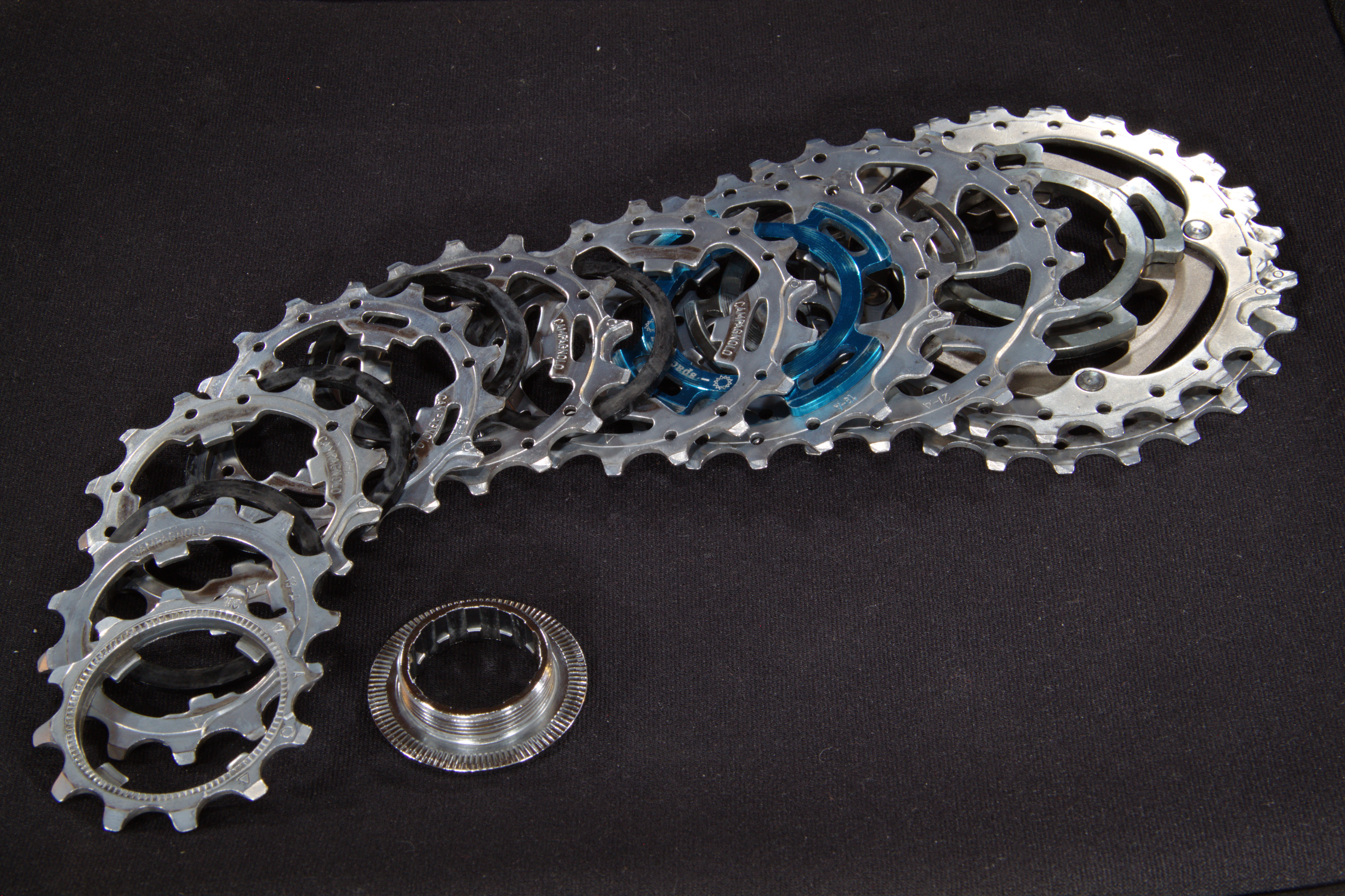
I pignoni di un gruppo Campagnolo Centaur

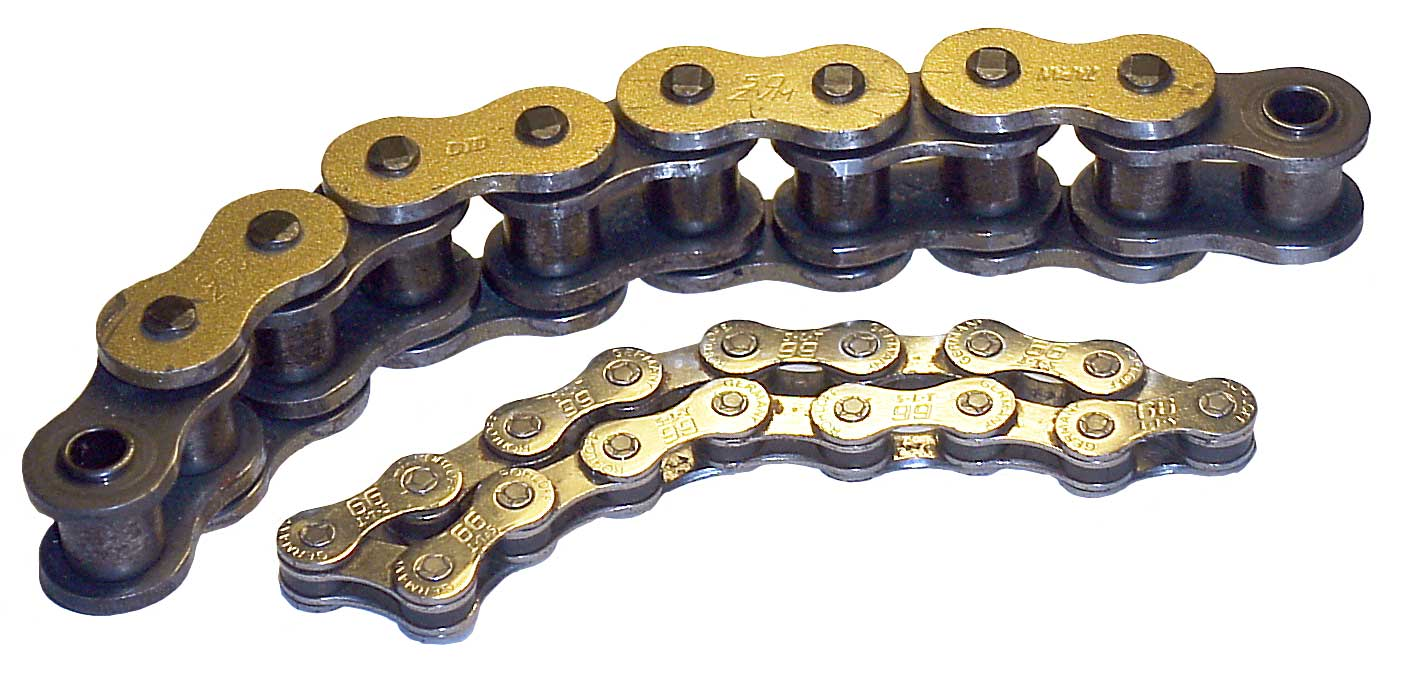
Catena

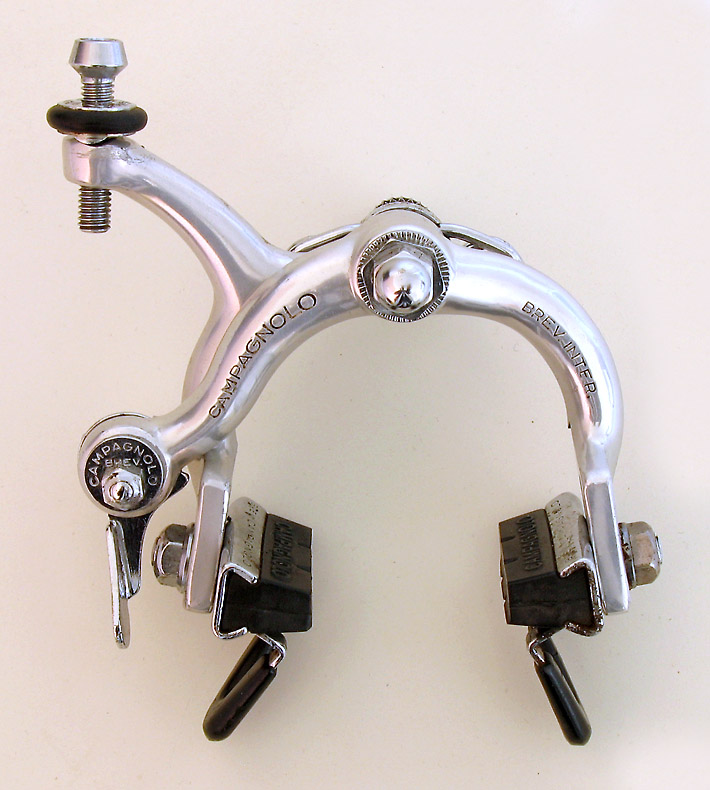
Freno a pattini anni 70

La bicicletta da corsa è pensata per le competizioni in ogni sua parte con un forte progresso in tal senso, a partire dagli anni 2000. Per le competizioni agonistiche l'UCI ha stabilito un peso minimo di 6,8 kg per sicurezza dei ciclisti, in quanto bici più leggere potrebbero non essere strutturalmente resistenti in condizioni limite (discese ecc.).

### Telaio
Le bici da corsa adottano fin dal finire del XIX secolo il cosiddetto telaio a diamante, formato da otto tubi che disegnano due triangoli adiacenti. Il design del telaio non ha subito grosse modifiche fino agli anni ottanta: si sono sempre utilizzate tubazioni in acciaio di diametro pressoché standardizzato. Piccole variazioni si sono avute nella geometria del telaio stesso (passo diminuito nel corso dei decenni) e in alcune piccole variazioni di costruzione (occhielli passacavi saldati, sostegno saldato per i manettini, sostegno saldato per il deragliatore ecc.).
Il primo ad intuire l'importanza di adattare la misura dell'altezza e della lunghezza del telaio di una bicicletta da corsa all'effettiva misura del ciclista fu l'artigiano fiorentino Giusto Pinzani.
Dall'inizio degli anni '80 sono iniziate delle sperimentazioni sul diametro dei tubi che formano il triangolo principale del telaio, grazie allo sviluppo della tecnologia delle lavorazioni meccaniche e all'uso sempre più frequente di altri materiali oltre all'acciaio (anche se telai in alluminio erano già presenti, come prodotti di nicchia, dal decennio precedente).
Negli anni novanta questa caratteristica si è sviluppata con un'ampia diffusione dei telai in alluminio, caratterizzati da un'ampia possibilità di forme e sezioni delle tubazioni unitamente ad una maggiore leggerezza del telaio stesso. Dopo il 2000 hanno conosciuto una grossa diffusione come materiale per costruzione dei telai anche la fibra di carbonio e il titanio, caratterizzati da una grande leggerezza e rigidità. Un altro materiale utilizzato è stato il magnesio, per esempio dalla Pinarello, con però problemi di resistenza. Il carbonio è il materiale più utilizzato attualmente  (i telai più leggeri arrivano sotto il chilogrammo), con la possibilità di ottenere comunque telai rigidi nelle zone di sollecitazione ma elastici dove è possibile, quindi più confortevoli e soprattutto la possibilità di molta più flessibilità nella progettazione della forma e della sezioni del telaio.
Da un punto di vista funzionale il telaio della bicicletta da corsa si può dividere in due grandi tipologie: il telaio "aero", caratterizzato da geometrie e da scelte tecniche, che prediligono la miglior resa aerodinamica a discapito del comfort, e il telaio "endurance", studiato per garantire una posizione in sella più confortevole sulle lunghe distanze e una miglior efficienza sulle lunghe salite. Tra questi due estremi, i produttori di biciclette offrono naturalmente un'ampia scelta di sfumature intermedie.

### Forcella
La forcella è l'elemento del telaio frapposto tra ruota anteriore e telaio stesso (manubrio); può essere di diversi materiali: acciaio, alluminio, carbonio, titanio.

### Manubrio
Il manubrio da corsa ha la classica forma a "corna d'ariete", ricurva all'indietro nella sua parte bassa. Questa forma è dovuta alla maggior stabilità che dà la presa nella parte bassa, derivata dalle prime biciclette. Per le gare a cronometro ha avuto per un certo tempo larga diffusione il manubrio a "corna di bue", ricurvo verso l'alto anziché verso il basso.
La curvatura, fino al XX secolo quasi circolare, è oggi più sagomata per una presa ergonomica. Nella parte alta il disegno può variare da orizzontale con una curvatura più accentuata all'esterno oppure una curvatura meno accentuata: le due configurazioni prendono il nome di "Merckx" e "Gimondi", in quanto i due campioni preferivano rispettivamente l'una e l'altra. Le leve dei freni sono collocati sulla parte ricurva verso il basso, in maniera da essere azionati agevolmente in presa bassa, quella più aerodinamica e preferita nelle discese.
Mentre un tempo l'acciaio, spesso cromato, era il materiale più classico, dagli anni '60, grazie alla Cinelli, si iniziò ad usare l'alluminio, che prese rapidamente il sopravvento. Nell'ultimo decennio ha conquistato una buona fetta di mercato anche la fibra di carbonio, che ha il vantaggio di assorbire meglio le vibrazioni (e, non secondario, quello dell'estetica accattivante). Prolunghe al manubrio su cui appoggiare gli avambracci e assumere così una posizione più aerodinamica sono permesse solamente nelle gare a cronometro, mentre vengono vietate nelle corse in linea.

### Reggisella e sella
Costituiscono la parte posteriore sommitale della bici e consentono la sistemazione del ciclista sulla bici: il reggisella si inserisce all'interno del tubo verticale del telaio mentre ad esso è montata la sella vera e propria. Le selle moderne sono fortemente ergonomiche, mentre il reggisella può essere sia di alluminio, acciaio, carbonio o titanio.

### Ruote e coperture
Le ruote sono di vario tipo, per adattarsi ad ogni tipo di competizione. Possono avere un numero di raggi molto variabile, dai 16 ai 36 (quest'ultima è la configurazione più classica, ma ormai praticamente abbandonata ad altissimo livello). Varia anche il profilo del cerchio, che può essere basso, medio o alto. Nelle cronometro è facile vedere l'utilizzo di ruote lenticolari (solo ruota posteriore) e a razze sulla ruota anteriore. Spesso varia anche il materiale, in genere alluminio o carbonio, più raro il magnesio. Le ruote a goccia e a medio ed alto profilo sono più aerodinamiche, quindi più performanti, soprattutto a velocità alte. Le ruote in carbonio, tuttavia, offrono un minor attrito anche ai freni, rendendo la frenata meno efficace.
Il tipo di coperture a livello agonistico è rimasto quello dei tubolari, incollati con mastice o ceralacca su appositi cerchioni. Il vantaggio dell'uso dei tubolari è la maggior scorrevolezza ed il fatto che si diminuiscono le forature (non essendo possibile quella per pizzicatura). A livello amatoriale si è molto diffuso il "copertoncino" con camera d'aria, molto più agevole da sostituire e riparare.
Negli ultimi anni ha preso piede il tubeless, che però vede poche case costruttrici impegnate nello sviluppo di questa nuova tecnologia.

### Pedivelle e pedali
Agganciate alle pedivelle, parte della guarnitura, sono presenti i pedali: una volta questi erano fissati al piede del ciclista tramite gancetti e gabbietta, ora sono a sgancio rapido.

### Gruppo
Il gruppo è l'insieme dei componenti di trasmissione e dell'impianto frenante della bicicletta. Oggi ne sono solitamente esclusi alcuni componenti come serie sterzo, mozzi e reggisella, che fino a non molto tempo fa ne erano inclusi. Come molti altri componenti delle bici da corsa ha subito varie modifiche negli anni. Il gruppo odierno è considerato il 9 pezzi: cambio, pacco pignoni, deragliatore, comandi cambio sx e dx, catena, guarnitura, pinze freno ant. e post. Attualmente (anni 2010), i principali gruppi sono lo Shimano Dura Ace, il Campagnolo Super Record e il RED di SRAM.

#### Cambio
Nei primi decenni del XX secolo non si utilizzavano cambi di velocità, ma i corridori utilizzavano semplicemente due pignoni, uno per lato della ruota posteriore, e quando necessario si fermavano e la giravano. Fra le due guerre mondiali sono comparsi numerosi meccanismi di cambiata, spesso comandati tramite delle leve, fra cui i famosi cambi a bacchetta. Questi meccanismi tuttavia non permettevano un'ampia gamma di rapporti ed un numero di pignoni limitati a 4 o 5 (solo nei più recenti).
All'inizio degli anni cinquanta Campagnolo commercializzò un nuovo tipo di cambio, comandato a filo e dotato di due pulegge che permettevano di tensionare correttamente la catena anche con una notevole differenza di dentature fra i pignoni. Il cambio moderno è stato solamente perfezionato rispetto a quel progetto originario che ebbe moltissimo successo. Un altro cambio in genere più costoso è quello elettronico che permette a chi lo usa di cambiare in modo più semplice, sfiorando le leve.

#### Comandi cambio
Nei primi cambi dell'anteguerra la leva del cambio era rigida e permetteva l'azione diretta sulla catena, che veniva spostata da un ingranaggio all'altro. Con il Campagnolo Gran Sport (ma già precedentemente con altri tipi di cambio, fra cui il francese Simplex) l'azione non è più diretta, ma il ciclista agiva su una levetta, detta manettino, posizionata sul tubo obliquo della bici. Questa leva tira un filo che muove il cambio stesso; quando si rilascia la leva la forza di una molla riporta il cambio nella sua posizione originaria. Il cambio agisce sulla catena: sono le due pulegge a indurre il movimento della catena stessa.
Questi manettini furono collocati fin dall'inizio sul tubo obliquo, soluzione che venne trovata vantaggiosa rispetto alle "bacchette" che erano nella parte posteriore della bici o al più in basso vicino ai pedali. Fin dai primi anni di diffusione Campagnolo propose dei manettini speciali da collegare ai terminali del manubrio, ma non trovarono molto successo e diffusione, se non nelle gare a cronometro.
Negli anni ottanta vennero introdotti dalle ditte dell'Estremo Oriente i manettini indicizzati, il cui posizionamento non era più continuo, ma discreto secondo il numero di rapporti della bici stessa, ovvero a scatti tramite i quali era più agevole cambiare rapporto. Nel giro di qualche anno furono introdotti da Shimano gli Shimano Total Integration, ovvero i comandi integrati cambio-freno, adottati poi anche da tutti gli altri produttori (es. Ergopower della Campagnolo): nel corpo delle leve del freno vennero aggiunti anche i comandi del cambio. Questa soluzione, tratta dall'ispirazione della mountain bike che aveva il cambio sul manubrio, ha ampiamente rivoluzionato il mondo delle biciclette da corsa, trovando diffusione universale in poco tempo e facendo diventare obsoleto il vecchio sistema a manettini che aveva altresì lo svantaggio di dover togliere una mano dal manubrio.

#### Guarnitura
La guarnitura era un tempo costituita da una sola corona, di dentature variabili, ma sempre intorno ai 50 denti. Fu solo negli anni quaranta che iniziarono ad affermarsi le prime guarniture a doppia corona, il cui meccanismo di cambiata era azionato da una levetta rigida. Diffusasi la "doppia" con i primi cambi a deragliatore, inizialmente le due corone avevano una differenza di denti limitata (spesso erano abbinate le corona da 50 e 47 denti), in quanto il deragliatore non era ancora studiato in maniera tale da poter portare agevolmente la catena dalla corona piccola a quella grande.
Negli anni '60 si diffuse la corona piccola da 44 denti e subito dopo da 42: la configurazione 52-42 divenne uno standard, anche fra i professionisti per circa un ventennio. Il numero di denti della corona grande era tuttavia piuttosto variabile, secondo le preferenze del singolo ciclista, in quanto per il numero ridotti dei pignoni raramente se ne usavano di più piccoli di 14 denti. Dagli anni '80 si è passati all'accoppiata 53-39, mentre più recentemente fra i cicloamatori si è diffusa quella 50-34, utile ad affrontare salite piuttosto dure per chi non ha l'allenamento di un professionista. Variante intermedia è la 52-36, che si sta diffondendo rapidamente grazie alle possibilità offerte dalle cassette pignoni più recenti.
La guarnitura tripla, molto rara negli anni '60 e '70, nel corso del tempo è stata occasionalmente utilizzata anche dai professionisti su salite particolarmente ostiche e ha trovato una certa diffusione fra i cicloamatori, anche se recentemente le è preferita la "compact" 50-34. Una netta propensione per la compact è intervenuta quando anche Shimano, dopo anni di titubanza, ha finalmente proposto una prima guarnitura compact (la FC-R700). Anche da parte dei costruttori di biciclette si è assistito negli ultimi anni ad un progressivo adeguamento della gamma: sempre più spesso è possibile scegliere una guarnitura compact in alternativa alla tradizionale 53-39.
Esistono in commercio ed usate anche in ambito professionistico le corone a geometria ovale, anziché circolare, per cercare di eliminare il punto morto inferiore della pedalata.

#### Deragliatore
Il deragliatore azionato meccanicamente consente di spostare la catena da un pignone all'altro nel posteriore (deragliatore posteriore) e tra diverse corone della guarnitura anteriore (deragliatore anteriore). Ultimo ritrovato degli anni 2010 è il cambio elettronico.

#### Pignoni
I pignoni un tempo erano solamente due, uno per lato della ruota. I primi cambi permettevano di usarne solamente 3 o 4, già il modello Paris-Roubaix del cambio a bacchetta della Campagnolo permetteva di utilizzare 5 pignoni posteriori negli anni cinquanta.
Il numero di pignoni restò, con l'avvento del nuovo cambio, di 5 per circa un ventennio, quindi si passò rapidamente da 6 a 7 semplicemente aggiungendo uno o due ingranaggi. Negli anni novanta il numero è ulteriormente aumentato fino a 10 pignoni posteriori riducendo il loro spessore e di conseguenza quello della catena. Nel 2009 Campagnolo ha per prima messo in commercio dei cambi a 11 velocità per i suoi gruppi più prestigiosi (Record e Chorus), presto imitata anche da Shimano e SRAM.
Nel 2018 sempre Campagnolo ha per prima introdotto il cambio a 12 velocità per i gruppi alto di gamma Super Record e Record.
Quando il numero era limitato a 5 i pignoni avevano una differenza di denti pari a 2 fra uno e l'altro di solito, la classica ruota libera da corsa era la 14-24. Per lungo tempo il 14 era il rapporto più piccolo disponibile, anche se a partire dagli anni '70 comparvero il 12 e il 13 con l'aumentare della gamma disponibile. Il più grande varia usualmente dal 21 al 24, con qualche 26 prodotto per le salite più dure: mediamente i rapporti usati allora erano più lunghi di oggi quando, pur a parità di pignone più grande, si usano corone più piccole.
Gli attuali pacchi pignoni permettono di usare anche il 10, che spesso è riservato a professionisti e agonisti, per arrivare fino al 26-27 (che i professionisti utilizzavano tuttavia solo nelle salite più dure), anche se a disposizione si può oggi arrivare fino al 32 o addirittura al 34 grazie all'utilizzo di deragliatore cosiddetti "a gabbia lunga". I pignoni più piccoli sono scalati di dente in dente, mentre i più grandi sono scalati ogni 2-3 denti, per ottenere una cadenza di pedalata ottimale in ogni situazione.

#### Catena
Permette la trasmissione della forza dal movimento centrale alla ruota posteriore e a tutto il telaio in avanzamento. Può essere di vari materiali tra cui acciaio, titanio ecc...

#### Freni
I freni sono un componente essenziale della bici consentendo di rallentarne il moto e causarne l'arresto. I freni di gran lunga più diffusi sono i freni caliper che stringono il cerchione tra due pattini di materiale ad elevato attrito. L'evoluzione ha portato a freni sempre più performanti, denominati doppio pivot dal principio del doppio perno fissato al telaio, che dona rigidità alla pinza freno e quindi più potenza frenante.
Attualmente si stanno diffondendo anche sulle bici da corsa i freni a disco. Essi garantiscono prestazioni migliori specialmente sul bagnato, a fronte di un peso leggermente superiore ai freni tradizionali e a qualche complicazione in più nella sostituzione della ruota (ad esempio in caso di foratura). Quest'ultima caratteristica ne ha rallentato l'adozione in ambito professionistico, dove i freni a disco hanno cominciato a diffondersi seriamente solo a partire dal 2017, anche perché in caso di caduta di gruppo i rotori roventi rappresentano un ulteriore rischio per l'incolumità degli atleti.
Per non consumare i cerchi in carbonio, specialmente ad alto profilo, esistono delle pasticche dei freni appositi per questo genere di ruote che aderiscono meglio alla superficie permettendo di padroneggiare la frenata.